# Palanca compuesta

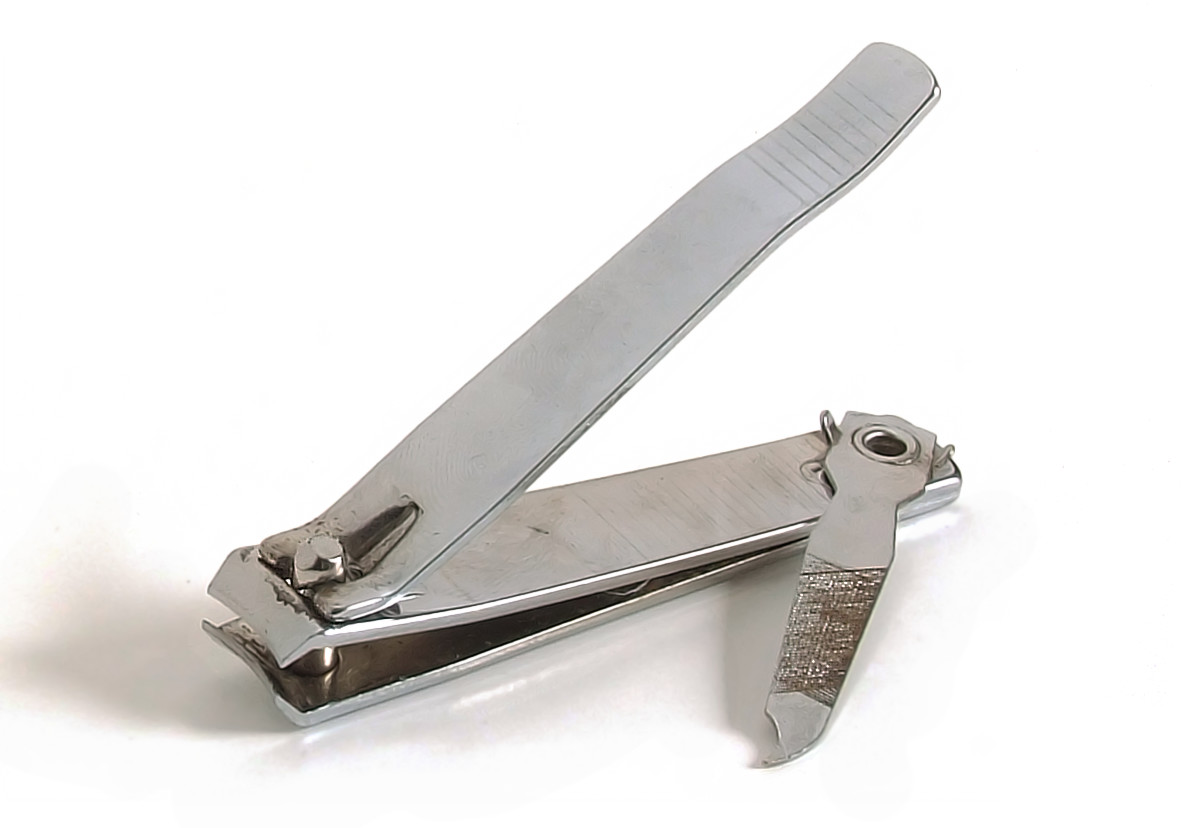
Cortauñas, una forma sencilla de palanca compuesta

La palanca compuesta es una  máquina simple que funciona con la premisa de que la resistencia de una palanca en un sistema de palancas actuará como fuerza aplicada a la siguiente palanca y, por tanto, la fuerza final se amplificará de una palanca a la otra (siempre que la relación mecánica para cada palanca sea superior a uno). Casi todas las  balanzas utilizan algún tipo de palanca compuesta para funcionar. Otros ejemplos incluyen los cortaúñas y las teclas del piano.

## Ganancia mecánica
Un brazo de palanca utiliza el fulcro para poder elevar la carga mediante la intensidad de una fuerza aplicada. En la práctica, las condiciones pueden impedir el uso de una sola palanca para conseguir el resultado deseado, por ejemplo, un espacio restringido, la ubicación inconveniente del punto de aplicación de la fuerza resultante o cuando longitud del brazo de palanca requerido, sea prohibitiva. En estas condiciones se utilizan combinaciones de palancas simples, que reciben el nombre de palancas compuestas. Se pueden construir palancas compuestas a partir de palancas de primer, segundo y/o tercer orden. En todos los tipos de palanca compuesta, la regla es que la fuerza multiplicada por el brazo de fuerza es igual a la resistencia multiplicada por el brazo de la resistencia. La salida de una palanca se convierte en la entrada para la siguiente palanca del sistema, y por tanto se amplía la ganancia siempre y cuando la ganancia de ambas palancas sea > 1.
La figura de la izquierda ilustra una palanca compuesta formada a partir de dos palancas de primera clase, junto con una derivación breve de cómo se calcula la ganancia mecánica del sistema. Con las dimensiones indicadas, la ganancia mecánica, W/F se puede calcular como 9 × 10 3 × 4 = 7,5, lo que significa que una fuerza aplicada de 2 libras (o 1 kg) podría elevar un peso de 15 libras (o 7,5 kg).
Alternativamente, si la posición del punto de apoyo de la palanca AA' se desplaza de modo que A1 = 4 unidades y A2 = 9 unidades, entonces la ganancia mecánica W/F se calcula como 4 × 9 9 × 4  = 1, lo que significa que al aplicar la fuerza levantará un peso equivalente y no hay ninguna ganancia mecánica. Este no suele ser el objetivo de un sistema de palancas compuestas, aunque en situaciones raras la geometría puede adecuarse a un propósito específico.

### Cortauñas

Fuerza final = Esfuerzo1 x 6

Las distancias utilizadas en el cálculo de la ganancia mecánico se miden perpendicularmente a la fuerza. En el ejemplo de un cortaúñas en la imagen de la derecha (una palanca compuesta hecha de  una palanca de clase 2  y  una de clase 3 ), ya que el esfuerzo aplica verticalmente (es decir, no  perpendicular en la palanca), se miden las distancias con los fulcros respectivos, de forma horizontal, en lugar de recorrer la palanca.

En este ejemplo, la ganancia W / F es (7 + 1) × 6 1 × (6 + 2) = 6. Hay que tener en cuenta que (7 + 1) cm = 8 cm es la distancia que hay desde el punto de aplicación del esfuerzo al fulcro de la primera palanca, perpendicular al esfuerzo aplicado. 

## Ejemplos

alt =

Algunos ejemplos de la palanca compuesta son la  balanza, los frenos de los trenes y el modelo articulado de corta-alambres. Otro ejemplo es la prensa de codo, que se utiliza para imprimir, el mecanismo para la carga manual de proyectiles, el utilizado para acuñar monedas y medallas o para troquelar agujeros. Las balanzas compuestas se utilizan también para poder pesar grandes pesos. Todos ellos utilizan múltiples palancas para ampliar la fuerza para poder alcanzar un propósito específico. El freno del tren convierte la fuerza ejercida al hacer retroceder la palanca principal contra las palancas que rozan contra las ruedas, utilizando la fricción de las zapatas contra las ruedas para frenar y parar el tren. Todos estos casos, son aplicaciones cotidianas de la palanca compuesta.
Una tecla de piano es una palanca compuesta de primera clase, ya que el fulcro se encuentra entre la resistencia a vencer y el esfuerzo aplicado. El objetivo de esta palanca es traducir un pequeño movimiento (la presión sobre la tecla) en un movimiento más grande y rápido del martillo a contra las cuerdas. La calidad del tono resultante depende de si es producido con la velocidad final del martillo, generado mediante un movimiento gradual o repentino de la tecla.

## Historia

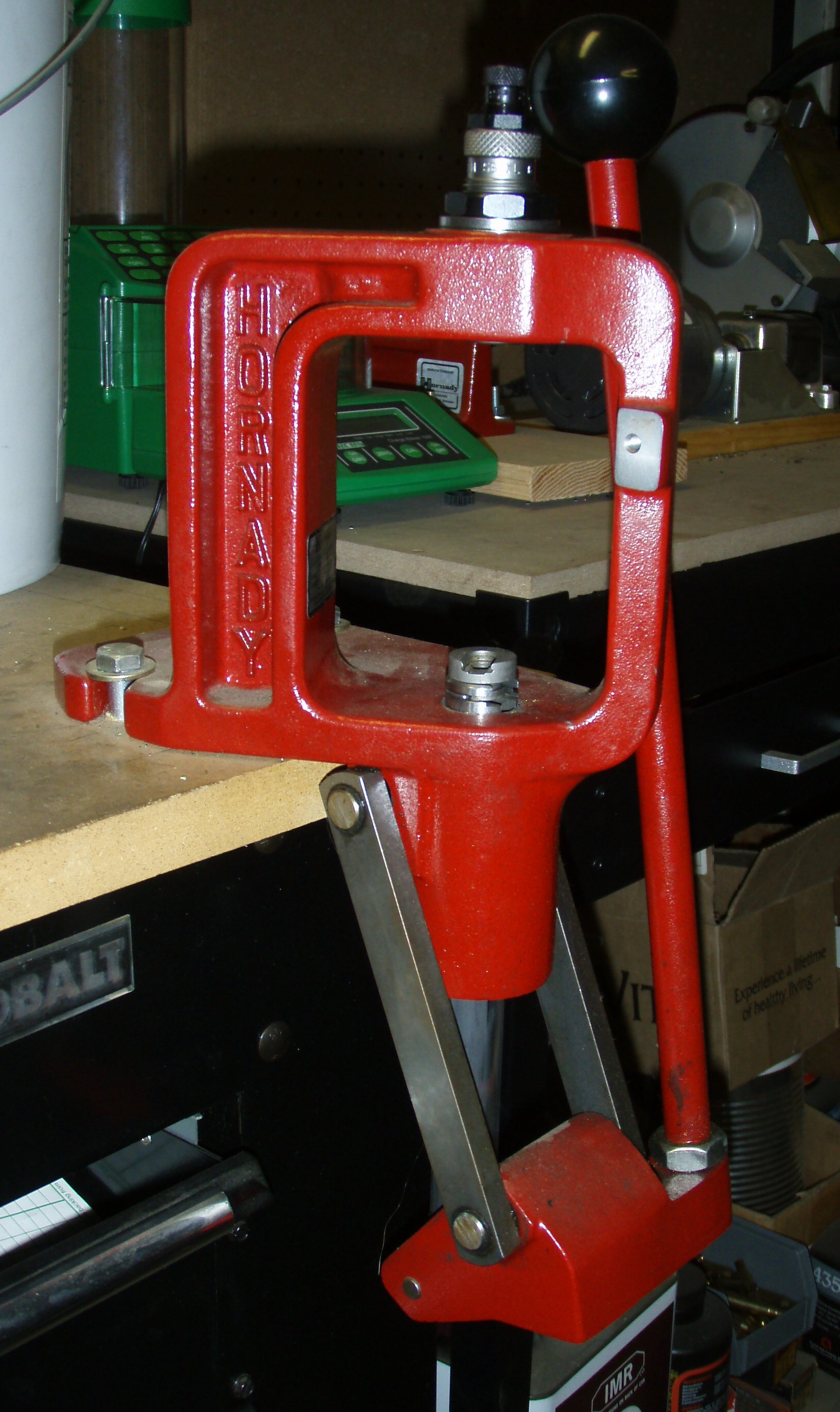
Una prensa que utiliza una palanca compuesta para reducir la fuerza que el operador ha de aplicar, limitando la acción a un recorrido relativamente pequeño.

Los primeros escritos sobre palancas datados del siglo III a. C. fueron proporcionados por Arquímedes. "  Dame un lugar donde apoyarme y moveré la tierra con una palanca " es una observación atribuida a Arquímedes, que declaró formalmente el principio matemático correcto de las palancas (citado por Pappus de Alejandría).
La idea de la palanca compuesta atribuye al inventor de Birmingham John Wyatt en 1743, cuando diseñó una  máquina de pesar que utilizaba cuatro palancas compuestas para transferir una carga desde una plataforma de pesada a una palanca central a partir de la cual se podía medir el peso.